# میشل د وان
میشل آرنود کور د وان (به هلندی: Michiel Arnoud Cor de Vaan) (هلندی: [miˈxil də ˈva:n] ; متولد ۱۹۷۳) یک زبان‌شناس هلندی و هند و اروپایی است. او تا سال ۲۰۱۴ به تدریس زبان‌شناسی هندواروپایی تطبیقی، زبان‌شناسی تاریخی و گویش‌شناسی در دانشگاه لیدن پرداخت و تا سال ۲۰۱۴ به دانشگاه لوزان در سوئیس رفت. د وان از سال ۱۹۹۱، ابتدا به عنوان دانشجو و بعد به عنوان معلم در دانشگاه لیدن بود.
او به‌طور گسترده در زمینه زبان‌شناسی و لغت‌شناسی لیمبورخی، هلندی، آلمانی، آلبانیایی، هندوایرانی و هندواروپایی آثاری منتشر کرده است. او بیش از ۱۰۰ مقاله منتشر کرده، چندین کتاب نوشته و مجموعه مقالات کنفرانس‌ها و یک کتاب راهنمای زبان‌های هندواروپایی را ویرایش کرده است. او به عنوان یکی از مشارکت‌کنندگان پروژه فرهنگ لغت ریشه‌شناسی زبان‌های هندواروپایی مستقر در لیدن، فرهنگ لغت ریشه‌شناسی زبان لاتین و سایر زبان‌های ایتالیایی را نوشت.

## آثار
- with Javier Martínez: Introducción al avéstico. Madrid: Ediciones Clásicas, 2001. 140 pp.
  - English translation: Introduction to Avestan. Leiden / Boston: Brill, 2014.
- The Avestan Vowels. Amsterdam/Atlanta: Rodopi, 2003. 710 pp.
- (as editor): Germanic Tone Accents: Proceedings of the First International Workshop on Franconian Tone Accents, Leiden, 13-14 June 2003 (= Zeitschrift für Dialektologie und Linguistik 131). Stuttgart: Franz Steiner Verlag, 2006.
- Etymological Dictionary of Latin and the other Italic Languages (به انگلیسی). Brill. 2008. ISBN 9789004167971.
- with Alexander Lubotsky: Van Sanskriet tot Spijkerschrift. Breinbrekers uit alle talen. Amsterdam: Amsterdam University Press, 2010.
- (as reviser/editor): Robert S.P. Beekes, Comparative Indo-European Linguistics: An Introduction, 2nd edn. Revised and corrected by Michiel de Vaan. Amsterdam / Philadelphia: John Benjamins, 2011.
- with Rolf H. Bremmer Jr: Sporen van het Fries en de Friezen in Noord-Holland (2012, It Beaken: Tijdschrift van de Fryske Akademy, nr. 74).[Conference proceedings]
- The Dawn of Dutch: Language contact in the western Low Countries before 1200. John Benjamins, 2017. 613 pp.